# Zentralverein der Bildhauer Deutschlands
Der Zentralverein der Bildhauer Deutschlands wurde 1881 als Unterstützungsverein der Bildhauer Deutschlands gegründet. Die freie Gewerkschaft organisierte Bildhauer im Deutschen Kaiserreich.

## Geschichte
Die Gewerkschaft wurde 1881 in Berlin gegründet. 1892 wurde der Verein in Zentralverein der Bildhauer Deutschlands umbenannt. Der Verband war Mitglied in der Generalkommission der Gewerkschaften Deutschlands. Zum 1. Oktober 1919 schloss sich die Gewerkschaft dem Deutschen Holzarbeiter-Verband an.